# 大卫·哈恩
大卫·查尔斯·哈恩（英語：David Charles Hahn，1976年10月30日—2016年9月27日），曾参加童军活动，17岁时于家中自制了一个中子源。成年后，哈恩在美国海军和美国海军陆战队服役，退役后因精神疾病接受治疗。2016年9月27日因药物反应和酒精中毒而去世。
他曾在其母亲位于密歇根州科默斯镇区的家中自制增殖反应堆，其目标为建造并演示自制的核反应堆。一次偶然后，美国国家环境保护局发现了哈恩试图在居民区制作核能设备，便在一次行动中清理了该作品及周边环境。哈恩作为一名美国童子军，曾因核物理实验获得过原子能功绩徽章，所以达到了鹰级童军的要求。
在记者Ken Silverstein于哈泼斯杂志杂志上发表文章后，此事逐渐被世人所知。同时，他也是《核童子军》一书的主角。

## 童年
哈恩于1976年10月30日在密歇根州皇家橡树市出生，有两个兄妹。父亲肯·哈恩是一名机械工程师，母亲患有抑郁症、精神分裂，且经常酗酒。在他四岁时，母亲被送往精神病院；而在他九岁时父母离婚，父亲获得了他的监护权并与同是工程师的凯西·米西格再婚。
哈恩十岁时，作为通用汽车工程师的哈恩姥爷约翰·西姆斯赠予了他一本《化学实验金书》。哈恩对其爱不释手，十二岁时，他已经可以轻松读懂父亲的大学化学课本。大卫通过在快餐店、杂货店和仓库工作来资助他的实验。
哈恩在学校的科学成绩优异，但在英语和数学方面表现较差。高三时，他几乎没通过的州毕业数学和阅读考试。他的物理老师肯·格拉迪尼评价道，“他的梦想就是收集元素周期表上所有元素的样本……对实验感兴趣而对学习则不然。”哈恩的父母也很欣赏他对科学的兴趣，但对家里经常发生的化学品泄漏和爆炸感到担忧。
据大卫回忆，他在一次实验中制造了氯仿，书中鼓励他去闻这种化学物质，于是他照做了并昏迷了一个多小时。大卫还喜欢制作烟花和模型火箭，并用自己的设计进行改造。随着家中的实验越来越危险，大卫在父亲的鼓励下加入美国童子军，以约束并分散自己对科学探索的注意力。

## 生活

### 事后
当局关闭了大卫的实验室后，大卫陷入了抑郁。哈恩高中毕业后， 他的父亲和继母起初鼓励他就读马科姆社区学院，他报名了冶金学，但经常逃课。哈恩父母对此感到不快，要求他“参军或搬出家门”。完成训练后，他被派往企业号航空母舰上担任初级水手。

### 第二个中子源
2007年4月23日，联邦调查局收到消息，称哈恩在他的冰箱中藏有第二个中子源。

### 盗窃
2007年8月1日，31岁哈恩在密歇根州马科姆县克林顿镇区因盗窃罪被逮捕。一名维修工发现他在所居住的公寓内内偷窃烟雾警报器。他被指控盗窃 16 个烟雾探测器，克林顿镇警方考虑到过往历史，表示这可能是为了进行放射性物质实验。从面部照片可以看出，他脸上布满了疮疡，调查人员认为这些疮疡表明他曾接触过放射性物质。哈恩拒绝认罪，且尚未聘请律师。
在巡回法院8月13日的听证会上，哈恩承认为从这些探测器中获取镅而偷窃。据认罪条款，原来的盗窃罪指控在宣判时被撤销，他将被判处缓刑并入院治疗。法庭记录称，他因企图盗窃罪被判处 90 天监禁，不过哈恩将先在退伍军人医院接受治疗，监禁将暂缓执行，并根据次年4月医生的诊断决定执行与否。

## 逝世
2016年9月27日，39岁的哈恩在家乡密歇根州谢尔比特许镇去世，葬礼于同年10月1日在大湖国家公墓举办。
政府验尸报告指出，酒精、芬太尼与苯海拉明联合作用下导致了哈恩的死亡；不仅如此，哈恩亦有着心室肥大、脂肪肝、肝肿大、慢性酒精中毒和放射性皮肤损伤。